# Червневе свято
Червневе свято (ірл. Lá Saoire i mí an Mheithimh; англ. June Holiday, June Bank Holiday) — офіційне свято в Ірландії, що відзначається щороку в перший понеділок червня. Запроваджено у 1973 році.